# Agoria
Cet article concerne le compositeur et producteur français. Pour l'organisation patronale belge, voir Agoria (organisation).
Agoria (16 Janvier 1976 à Lyon, en France) est le nom de scène de Sébastien Devaud, un artiste multidisciplinaire Français dont le travail relie l'organique au numérique.
Connu pour son approche innovante de la musique électronique, Agoria mélange techno, house et sons expérimentaux pour créer des compositions riches et atmosphériques. Il sort son premier album, Blossom, en 2003 et a depuis produit des albums acclamés par la critique tels que The Green Armchair (2006), Impermanence (2011), Drift (2019), .dev (2011) et Unshadow (2024). Agoria est le fondateur du label Sapiens Records et il est un compositeur de films réputé, avec de nombreuses bandes originales pour des films comme Go Fast and Lucky. Attaché à la ville de Lyon, il a participé à la création du festival Nuits Sonores.
Ces dernières années, Agoria a étendu ses efforts créatifs au domaine de l'art, en se concentrant sur l'art génératif biologique - une pratique qui intègre des algorithmes, l'intelligence artificielle et les données du monde vivant pour créer des œuvres dynamiques et évolutives. Son installation {Sigma Lumina}, présentée au Musée d’Orsay en Février 2024, réinterprète des chefs-d’œuvre classiques à travers cette approche innovante, établissant un dialogue contemporain avec l’art historique. Cette exposition marque une étape importante, faisant d’Agoria le premier artiste numérique de l’histoire à présenter son travail dans un musée mondial de premier plan. Ses contributions ont consolidé sa position de figure de proue dans le paysage artistique en évolution, où il continue d’explorer l’intersection de l’art, de la technologie et du monde naturel.

## Ses débuts
Sébastien Devaud, dit Agoria, a grandi à Valencin, en Isère, dans une famille d'artistes : son père était architecte et sa mère chanteuse lyrique. Entouré de musiques diverses, il attribue à sa famille une grande source d'inspiration. À 12 ans, il découvre la techno de Detroit avec Big Fun d'Inner City, qui déclenche sa passion pour la musique électronique.
Inspiré par un DJ set de Jeff Mills à 15 ans, il apprend seul à mixer et, à 17 ans, se produit dans des clubs, en première partie de Richie Hawtin et Carl Cox. Après le lycée, il fréquente brièvement l'université mais quitte l'université pour organiser des Rave partys ce qui forgera sa soif de liberté. En parallèle, il siège sur les bancs d’une école de cinéma. À 23 ans, il se consacre pleinement à la musique, posant les bases de sa carrière à succès.

## Sa carrière musicale

### Une renommée acquise avec Blossom
Agoria sort son premier LP, Influence Hivernale, en 1999 sur le label Kubik, alors géré par Cyrille Bonin, futur directeur du Transbordeur de Lyon. Bonin le décrit comme « un jeune ambitieux et travailleur ». Il sort ensuite des titres sur différents labels indépendants, dont UMF et Future Frontier. Il perce en 2001 avec La Onzième Marche, initialement publié sur le label Tekmics en édition limitée à 600 exemplaires avant d'être réédité par PIAS.
En 2002, La Onzième Marche acquiert une large reconnaissance, bénéficiant du soutien de DJ influents tels que Laurent Garnier et Andrew Weatherall. Le titre est ensuite inclus dans le premier album d'Agoria, Blossom, sorti en 2003 sur PIAS. L'album, qui comporte des collaborations avec Tricky et Ann Saunderson (épouse de Kevin Saunderson), est qualifié de « succès » par Libération. La BBC l'a reconnu comme « un talent à surveiller », tandis que Resident Advisor a prédit en 2003 que le public « entendrait davantage parler du nom d'Agoria dans un avenir proche ». À cette époque, il a été invité par Kevin Saunderson, producteur d'Inner City, à remixer Big Fun, le premier disque qu'il ait jamais acheté.

### Quatre autres albums, OST et deux labels (2006 - 2019)
Agoria sort son deuxième album, The Green Armchair, en 2006, au plus fort du mouvement techno minimal. Insatisfait de la tendance dominante, il passe deux ans à développer l'album, qui comprend des collaborations avec Neneh Cherry, Princess Superstar et Peter Murphy de Bauhaus. La même année, il co-fonde le label InFiné aux côtés d'Alexandre Cazac et Yannick Matray. Le label se fait connaître pour son approche éclectique, mêlant musique classique, techno, house et musique du monde.
En 2008, Agoria compose sa première bande originale de film pour Go Fast produit par Luc Besson, intégrant la narration cinématographique à la musique. Inspiré par cette expérience, il sort l'album Go Fast plus tard dans l'année. Son quatrième album, Impermanence (2011), incorpore des éléments acoustiques et présente des collaborations avec Kid A, Seth Troxler et Carl Craig. Suite à sa sortie, il quitte InFiné pour se consacrer à des projets indépendants.
En 2016, il lance un nouveau label, Sapiens Records, visant à la fois à sortir sa propre musique et à soutenir les artistes émergents. Son cinquième album, Drift, sous licence Universal/Virgin en mars 2019, est celui qui a le plus de succès à ce jour. De cet album, trois singles ont ensuite été accompagnés de clips acclamés : You're Not Alone, réalisé par Hernán Corera, Embrace de Jessy Moussalem et Call of the wild de Loïc Andrieu,.
Agoria tourne dans les plus grand festival de l'année parmi lesquels Coachella, Primavera, Lowlands ou encore We Love Green. Cette année-là, il démarre également sa propre résidence à Ibiza au Blue Marlin sous le même nom Drift. Derrière les platines, les invités sont aussi divers qu'Idris Elba, Dj Harvey, David Guetta ou Henrik Schwarz.

### 2020 - present
La volonté d'Agoria d'innover sur la scène musicale électronique se poursuit avec ses albums récents. En 2021, il sort .dev, son sixième album studio, qui met en valeur son mélange signature de techno brute et expérimentations sonores, consolidant encore davantage sa réputation de pionnier du genre. Rome Fortune et Ela Minus sont les principaux guests au cote du sound designer Nicolas Becker.
11 ans après sa première apparition aux TransMusicales, il revient pour l'édition 2022 pour présenter une création futuriste {One Life Two Bodies}, à la croisée de l'art et de la science, étant le premier artiste à organiser une expérience de Live Minting lors d'un festival de musique.
2024 est une année fondamentale pour la carrière d'Agoria, avec notamment la sortie d'Unshadow , un album qui poursuit son exploration musicale, reflétant son engagement à repousser les limites de sa curiosité. L'inspiration de cet album est la diversité, la simplification des choses complexes, et voit la contribution de nombreux artistes différents comme Nile Rodgers et Madison McFerrin, Sacha Rudy, Dominique Fils-Aimé, ainsi que Natalie Sade, Rami Khalife, STS ou encore NOEMIE.
L'un des singles de l'album, Getaway, est ensuite utilisé dans une expérience innovante de création audio générative. En utilisant le moteur Bronze.AI, le morceau a été transformé en une composition dynamique en constante évolution, chaque version créée étant unique. Cette expérience a mis en avant un avenir où la musique existe sous des formes à la fois numériques et vivantes,. Annoncé en novembre 2024, le projet s'est rapidement vendu et est devenu la sortie NFT musicale la plus vendue de l'histoire de la blockchain Tezos.
Au cours de ces années, Agoria revient en tournée dans les meilleurs clubs du monde, et l'année 2024 marque étapes importantes dans la carrière de l'artiste.
Première performance de musique électronique au Musée d'Orsay: Agoria est devenu le premier artiste numérique à exposer et à se produire dans l'emblématique Musée d'Orsay à Paris. Mais Agoria fut également un des artistes électroniques français de premier plan qui se sont produits lors de la cérémonie de clôture des Jeux olympiques d'été de Paris 2024, au stade de France.

### Deux villes qui l’ont beaucoup inspirés
- LYON

Agoria est très impliqué dans la scène musicale électronique lyonnaise, une ville qu'il est fier de représenter. En 2002, peu de temps après la sortie de son premier album, il a co-fondé le festival Nuits Sonores aux côtés de Vincent Carry. L’ossature et sa vision du festival reste encore aujourd’hui tel qu’il l’avairt imaginé. Agoria s'est produit au festival les dix premières éditions avant de quitter son rôle d’ange gardien, en désaccord avec Arty Farty.
- DETROIT

La techno de Détroit a eu une influence majeure sur le travail d'Agoria. Souvent qualifié d'« enfant de la techno de Détroit », Agoria a noué des liens étroits avec les pionniers du genre, se rendant à Détroit à plusieurs reprises, notamment pour le festival de musique électronique de Détroit en 2010, où Carl Craig et Underground Resistance l'ont présenté aux leaders culturels de la ville. A ce jour Agoria reste le seul artiste blanc Européén à avoir signé un morceau  par le mythique label Underground Résistance de Mad Mike.

## Art

### BioGen art and AI
La vision artistique d'Agoria consiste à réconcilier la technologie et la nature. En réunissant l'art, la science, son intérêt pour les algorithmes génératifs, l'IA et les systèmes biologiques il a donné naissance à un art unique. Il est considéré comme le pionnier de l’art génération biologique, de la représentation de cellules cérébrales mystérieuses et galactiques à l'exploration de la communication des plantes, mais également à l’étude de la répétitions de gestes humains.
Phytocene est un film réalisé par le sound designer oscarisé Nicolas Becker, Agoria et le biophysicien Nicolas Desprat, présenté par 91.530 Le Marais et vendu aux enchères chez Phillips en juillet 2021. À l'aide de sondes placées dans le sol du Marais, l'équipe a collecté des données sur la respiration, la photosynthèse et les bactéries microscopiques du sol d'une plantation de chanvre. Ces données ont ensuite été traduites en une vidéo et un paysage sonore uniques, créant une composition musicale végétale qui reflète le cycle de vie complet de la plante. Le NFT de Phytocene est le premier à encapsuler la vie entière d’une plante, authentifiée via la blockchain, à l’image des systèmes interconnectés de la nature.
En 2022, Agoria a dévoilé sa collection de films expérimentaux Centriole sur SuperRare, créée autour des travaux de la biologiste Alice Meunier. Les œuvres représentent les structures complexes, semblables à des galaxies, des cellules cérébrales, en particulier les centrioles, sous forme de visuels vibrants et dynamiques. Ce projet révéle les systèmes vivants en nous,.
Grâce à Compendia, Agoria examine les processus génératifs humains et biologiques. Il a développé un ensemble de données unique en documentant des gestes humains répétitifs, tels que les restes d’affiches sur les murs lors de ses tournées de DJ. Après avoir construit cet ensemble de données, la phase suivante consistait à identifier des modèles et des similitudes avec des organismes vivants. Johan Lescure a joué un rôle crucial dans ce processus, en utilisant des techniques algorithmiques pour découvrir des structures cachées dans les données. En manipulant des algorithmes pour exposer des détails au-delà de la perception visuelle humaine, l'analyse a révélé des formes et des modèles étonnamment similaires à ceux trouvés dans les systèmes vivants, éclairant la nouvelle collection {Compend-AI}.

### Le Code d’Orsay
L’installation {Le Code d’Orsay}, créée pour le Musée d’Orsay, ré-imagine des œuvres classiques à travers le prisme de l’IA et des algorithmes génératifs, offrant un dialogue moderne avec l’impressionnisme. L’exposition, la première de l’histoire présentée par un artiste numérique, ouverte au public en Février et Mars 2024 avec plus de 100000 visiteurs, présentait deux œuvres,,.
- Ʃ LUMINA

Le concept à l’origine de Σ Lumina repose sur la création d’un portail temporel poétique et participatif, un pont entre le physique et le numérique, entre passé et futur. Inspirée par la présence architecturale et la charge émotionnelle du Musée d’Orsay, l’œuvre cherche à démystifier l’art numérique en invitant chaque visiteur à vivre une expérience personnelle et sensorielle de lumière, de souffle et de code. Activée par un geste simple et universel—souffler sur son téléphone—chaque personne devient ainsi co-créatrice, générant une œuvre numérique unique, dérivée de la collection des chefs-d’œuvre impressionnistes du musée.
Le titre, qui signifie « Somme des Lumières », reflète la convergence de deux mondes : celui où les gestes organiques rencontrent les systèmes algorithmiques, où l’art classique dialogue avec une technologie vivante.
Réalisée en collaboration avec l’ébéniste Guilhem Huynh et l’artiste Johan Lescure, Σ Lumina se présente sous la forme d’une sculpture monumentale et vivante en acier, établissant ainsi un nouveau standard d’exposition pour l’art numérique.
Σ Lumina a été choisie par Emmanuel Macron comme œuvre de référence pour représenter l’alliance entre art et technologie lors du Sommet mondial sur l’intelligence artificielle qui s’est tenu à Paris en février 2025. Etre au centre de cette cérémonie, où convergent technologie, créativité et visions, a été un moment de profonde signification pour solidifier l’incroyable succès de cette œuvre.
- Interprétation de L’Atelier du peintre de Gustave Courbet par Saccharomyces cerevisiae

L’interprétation de L’Atelier du peintre de Gustave Courbet par Saccharomyces cerevisiae prolonge cette exploration de l’hybridité et de la mémoire. Développée en collaboration avec une équipe de scientifiques, l’œuvre utilise des levures (Saccharomyces cerevisiae) cultivées en bioréacteur, dont le cycle de vie a été influencé par des événements historiques marquants de la vie de Gustave Courbet. Ces données vivantes ont ensuite servi à animer et à réinterpréter la toile emblématique de Courbet, la transformant ainsi en une œuvre biologique générative. Ce processus questionne les notions de conservation, de transmission, et interroge la manière dont les œuvres d’art—et les histoires qu’elles portent—peuvent continuer à évoluer. En quelque sorte, ce sont ici les micro-organismes eux-mêmes qui deviennent artistes, dessinant leur propre vision du monde de Courbet.
Ces deux œuvres reflètent une vision curatoriale ancrée dans le mélange des disciplines : art et science, code et biologie, mémoire individuelle et héritage collectif. Elles remettent en question la perception figée de l’art numérique et invitent le public à entrer dans un espace intime et interactif—où souffler dans un téléphone ou observer des données vivantes devient un acte de création. Ces réalisations constituent à la fois des hommages au passé, des réinterprétations pour le présent, et des ponts spéculatifs vers l’avenir.

### Collaborations
Agoria a collaboré avec le plasticien Philippe Parreno, célèbre pour ses installations innovantes et ses œuvres conceptuelles, notamment à Armory Park (New York, 2015), Hangar Bicocca (Milan, 2015) et au Turbine Hall de la Tate Modern (avec Nicolas Becker, Londres, 2016). La conception sonore immersive d'Agoria s'est parfaitement intégrée aux récits artistiques visionnaires de Parreno, améliorant la profondeur sensorielle des installations et créant une expérience cohérente et multidimensionnelle pour le public.

### Collections
- {Compendia+} (2019 - en cours)
- {Centriole} (2022 - en cours)
- {Compend-AI} (2022 - en cours)
- {Bohem-IA} (2023)
- {Σ Lumina} The Convergence of Breath (2024)
- {Getaway} (2024)

### Conférences
- Forum on Embracing the Metaverse, United Nations, Riyadh, Saudi Arabia (2023)[31]
- {Le code d’Orsay}, Musée d'Orsay, Paris (2024)[32]
- NFT Paris (2024,2025)[33]
- BIG 2024, BPI France, Paris (2024)[34]
- Artificial Intelligence Action Summit, Élysée, Paris (2025)[35]

## Discographie
Articles principaux: Agoria discography

### Albums
- Blossom (2004)
- The Green Armchair (2006)
- Go fast (2008)
- Impermanence (2011 -  Sapiens)
- Drift (2019)
- .dev (2021)
- Unshadow (2024)

### BO (Bande Originale)
- Go Fast (2008)
- Mère Océan (2016)
- Vape Wave (2016)
- The Show (2018)
- Lucky (2020)
- Veuillez nous excuser pour la gêne occasionnée (2023)

### Mixes
- Cute & Cult (2005)
- At The Controls (2007)
- Balance 016 (2010)
- Fabric 57 (2011)
- RA.229 (2012)
- Benga Benga (2013)
- Essential Mix BBC (2020)
- Le Code d’Orsay - DJ Mix (2024)